# 大衡八幡神社
大衡八幡神社（おおひらはちまんじんじゃ）は、宮城県黒川郡大衡村にある神社である。旧社格は村社。

## 祭神
- 主祭神　応神天皇(誉田別尊)・天照大御神・天之御中主神(妙見菩薩)
- 白山比咩大神(白山権現）
- 相殿神　伊邪那岐・伊邪那美・猿田彦神・武甕槌神・素戔嗚尊・豊受神・宇迦之御魂神

## 由緒
1772年に完成した封内(ほうない)風土記によれば、大衡八幡神社（別名：塩浪八幡神社）は、天文13年（1544年）宮城県黒川郡下草を治めていた黒川景氏の次子である治部大輔宗氏（じぶのたいゆうむねうじ）が塩浪館（越路館）を築城し、本丸内の鎮守として八幡大神を勧請したが、天正18年（1590年）豊臣秀吉の奥州仕置により塩浪館が落城し現在の社地に遷座された。
昭和57年（1982年）7月発行の大衡村村誌には、「布施千造氏の著書に1772年の別当三明院秀坊の時代の8年間、神官無在があり、塩浪の地主である横橋忠三郎氏が神社の御神体を四十年余り保管し、文政元年（1818年）良覚院弟徒の三明院正善氏が神社を再興し、御神体を地域に公開した。」と記載されている。
　大衡村の史実に8年間無住の史実有りとの記載されていないが、社家の記録には「当時大地震・伝染病・飢饉等が発生し餓死する人々を救い鎮めるため三明院氏が、京都・熊野・伊勢詣に出立したが、旅の途中で伝染病を患い帰幽した」との記録がある。
　また戸田長五郎定隆氏が、大衡村楳田地区にあったお寺を現在の曹洞宗昌源寺の土地に再健するよう三明院昌元氏に命じられ、新寺の名称を三明院昌源(昌元)導師の名前に因み「昌源寺」と命名され,八幡神社の跡地に現存する昌源寺を建立された。
　明治2年12月明治政府外事局御役所に、第12代本山流修験三明院元歓の真名子の三明院元詠(櫻木元諄)が神職就任届けをし、名を櫻木元諄と改名し、初代の大衡八幡宮の神主となる。
　明治6年（1873年）3月、大衡村と大瓜村の村社に八幡宮が列せられ、明治11年に大衡村と大瓜村の連合村が発足し、明治２２年に五村（大衡村、駒場村、大森村、大瓜村、奥田村）と連合村が成立（統合）され大衡村となった。連合村の村社に塩浪八幡宮が列せられ、明治41年12月21日に大衡村の衡中東、衡中、衡下、衡上地区の神社が八幡宮に合祀され現在に至る。

## 境内
- 社殿（本殿・拝殿）
- 別宮（金谷神明社）
- 南鳥居
- 東鳥居
- 男坂
- 女坂
- 稲荷社
- 御水水所
- 御神池
- 御神木（イチョウ）
- どんと所
- 散歩所